# Лебанон (Небраска)
Лебанон (англ. Lebanon) — селище (англ. village) в США, в окрузі Ред-Віллоу штату Небраска. Населення — 46 осіб (2020).

## Географія
Лебанон розташований за координатами 40°2′56″ пн. ш. 100°16′33″ зх. д. / 40.04889° пн. ш. 100.27583° зх. д. (40.048793, -100.275944). За даними Бюро перепису населення США в 2010 році селище мало площу 0,42 км², уся площа — суходіл.

## Демографія
Згідно з переписом 2010 року, у селищі мешкало 80 осіб у 33 домогосподарствах у складі 21 родини. Густота населення становила 192 особи/км². Було 50 помешкань (120/км²).
Расовий склад населення:
| - 100,0 % — білих |

До двох чи більше рас належало 0,0 %. Частка іспаномовних становила 0,0 % від усіх жителів.
За віковим діапазоном населення розподілялося таким чином: 26,2 % — особи молодші 18 років, 62,5 % — особи у віці 18—64 років, 11,3 % — особи у віці 65 років та старші. Медіана віку мешканця становила 36,5 року. На 100 осіб жіночої статі у селищі припадало 128,6 чоловіків; на 100 жінок у віці від 18 років та старших — 145,8 чоловіків також старших 18 років.
Середній дохід на одне домашнє господарство становив 60 209 доларів США (медіана — 58 750), а середній дохід на одну сім'ю — 56 836 доларів (медіана — 58 750). За межею бідності перебувало 12,8 % осіб, у тому числі 0,0 % дітей у віці до 18 років та 0,0 % осіб у віці 65 років та старших.
Цивільне працевлаштоване населення становило 16 осіб. Основні галузі зайнятості: сільське господарство, лісництво, риболовля — 25,0 %, публічна адміністрація — 18,8 %, будівництво — 18,8 %.